# Buio Pesto (DVD)
Il DVD Buio Pesto del 2005 ripercorre tutta la carriera dei Buio Pesto dal 1983 al 2005.

## DVD 1
- Videoclip 1983-1994:

1. J.F. & Hitwave - Dance Floor Girl (1986)
2. Scoop - Hot Touch (1987)
3. Love Kills - Elektro House (1988)
4. Buio Pesto - Voglio una fidanzata (1992)

- Videoclip 1995-2005:

1. Belinlandia (1995)
2. Mia un po (1996)
3. Maio in te salaio (1996)
4. Cosmolandia (1998)
5. E.T. (1999)
6. E.T. (live) (1999)
7. Pin de Musse (2000)
8. Zeneize (2001)
9. Belin (2001)
10. Il Mugugno (2003)
11. Capitan Basilico (2004)
12. Rumenta (2005)

- Sigle & Spot

1. Genoa e Doria (1995)
2. Il nostro grande derby (1996)
3. L'unico derby (1997)
4. Che Peccato (1998)
5. Avis (2004)
6. Mi parlo con ti (2005)
7. Negozio Zeneize (2005)

- Trailer:

1. InvaXön - Alieni in Liguria - Trailer 1 (2002)
2. InvaXön - Alieni in Liguria - Trailer 2 (2004)
3. Capitan Basilico - Trailer 3 (2005)

- Contenuti Speciali:

La storia dal 1983
La storia dal 1995
Interviste staff
Interviste ospiti d'onore
I dati (formazione, discografia, concerti)

## DVD 2
1. Intro
2. Live Mazda Palace 2004 con Marco Masini e Rocco Tanica
3. Live Stadio Marassi 2003
4. Live Teatro Carlo Felice 2002 con Er Piotta
5. Live Teatro Carlo Felice 2001 con Massimo Di Cataldo e Francesco Baccini